# Angelo Martha
Angelo Martha, est un footballeur néerlandais né le 29 avril 1982 à Amsterdam.

## Biographie

### Statistiques par saison
| Saison  | Club               | Pays     | Matchs | Buts | Compétition    |
| ------- | ------------------ | -------- | ------ | ---- | -------------- |
| 2002/03 | Cambuur Leeuwarden | Pays-Bas | 8      | 1    | Erste Division |
| 2003/04 | Cambuur Leeuwarden | Pays-Bas | 11     | 0    | Erste Division |
| 2004/05 | MVV Maastricht     | Pays-Bas | 16     | 0    | Erste Division |
| 2005/06 | MVV Maastricht     | Pays-Bas | 20     | 0    | Erste Division |
| 2005/06 | ADO Den Haag       | Pays-Bas | 1      | 0    | Eredivisie     |
| 2006/07 | ADO Den Haag       | Pays-Bas | 4      | 0    | Eredivisie     |
| 2007/08 | Willem II Tilburg  | Pays-Bas | 0      | 0    | Eredivisie     |
| 2008/09 | Willem II Tilburg  | Pays-Bas | 3      | 0    | Eredivisie     |
| 2009/10 | FC Den Bosch       | Pays-Bas | 29     | 0    | Erste Division |
| 2010/11 | AGOVV Apeldoorn    | Pays-Bas | 11     | 1    | Erste Division |
| 2011/12 | AGOVV Apeldoorn    | Pays-Bas | 3      | 0    | Erste Division |

## Sélections
- 4 sélections et 0 but avec les Antilles néerlandaises depuis 2008.